# Salamandrina

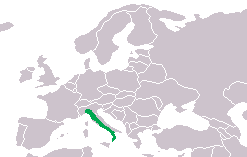
Distribució del gènere Salamandrina.

Salamandrina és un gènere d'amfibis urodels de la família Salamandridae amb dues espècies endèmiques d'Itàlia.

## Característiques
Són salamandres menudes que fan uns 10 cm de llargada màxima contant la cua i duen una marca de color groguenc al cap que li dona el nom. Són les úniques salamandres europees amb 4 dits en totes les seves potes.
La cua és gairebé cilíndrica, té una cresta afilada per la part superior i inferior, i representa 3/5 parts de la longitud de l'animal.

## Distribució i hàbitat
Viuen entre la molsa, a la vora de rierols d'aigua neta, on acudeixen les femelles a pondre els ous a principis de la primavera. És molt sensible a la contaminació de l'aigua i tan delicada que és millor no manipular-la gaire, car basta tenir-la a la mà un temps perquè es mori. Es troba als Apenins, a la península itàlica, a altituds entre 200 i 700 m. És estrany veure'n durant l'estiu i més freqüent durant l'hivern.

## Alimentació
Surten de nit per caçar petits insectes (especialment formigues) i aranyes, que constitueixen la seva dieta.

## Taxonomia
El gènere Salamandrina inclou dues espècies:
- Salamandrina perspicillata (Savi, 1821)
- Salamandrina terdigitata (Bonnaterre, 1789)